# سیارک ۴۶۷۳۷
سیارک ۴۶۷۳۷ (به انگلیسی: 46737 Anpanman، نامگذاری:1997VO) چهل و شش هزار و هفتصد و سی و هفتمین سیارک کشف شده‌است که در ۱ نوامبر ۱۹۹۷ کشف شد.